# St.-Afra-Kapelle (Schelklingen)

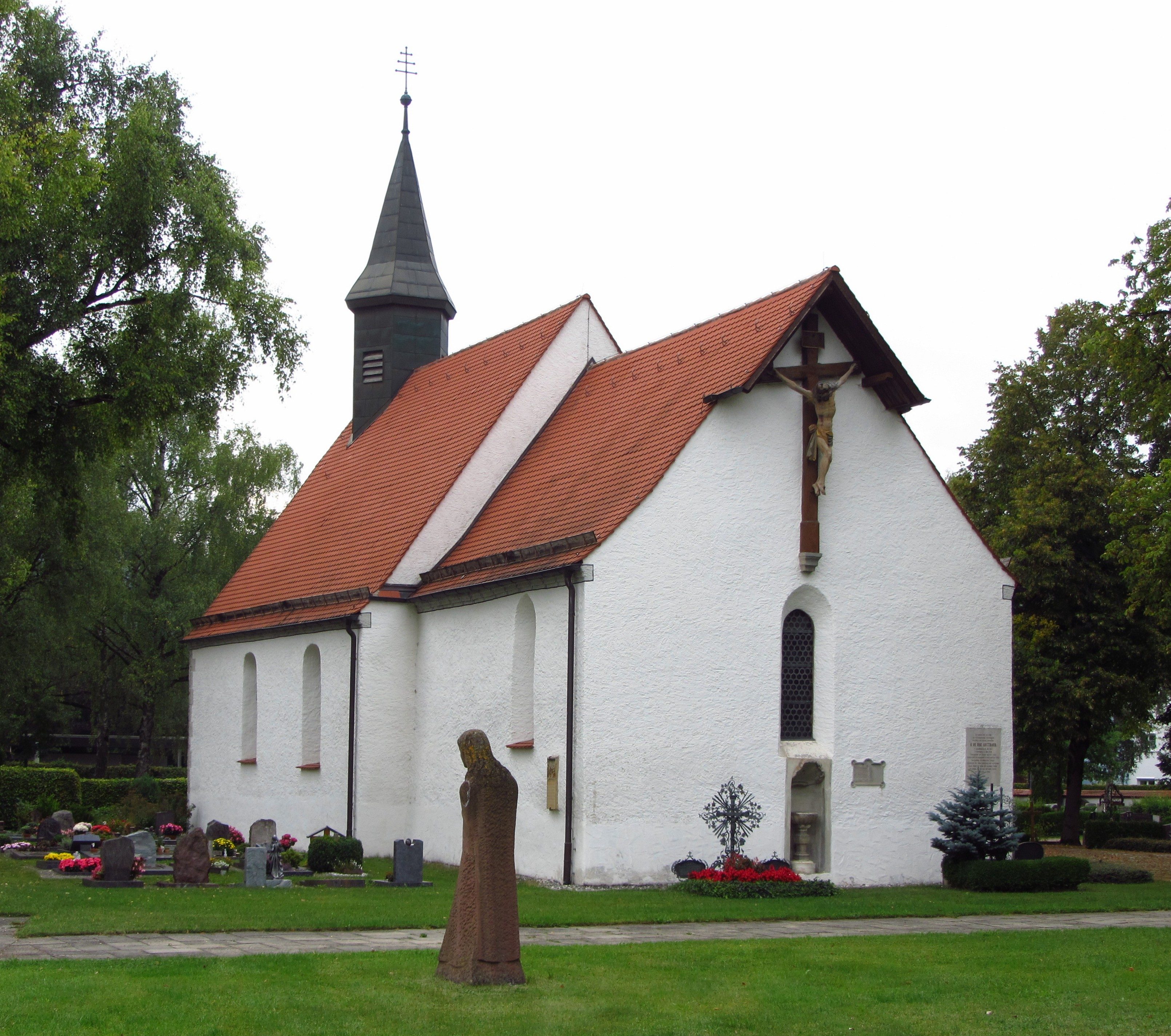
St.-Afra-Kapelle

Die St.-Afra-Kapelle in Schelklingen aus dem 14. Jahrhundert zählt zu den ältesten Kirchengebäuden in Baden-Württemberg. Dendrologischen Untersuchungen zufolge wurden um 1262 Bäume für den Kirchenbau geschlagen. Der Bau des Chors lässt sich den Untersuchungen zufolge auf das Jahr 1303 datieren, der Kirchenraum auf das Jahr 1375. Bedeutend ist die Kapelle auch aufgrund ihrer Wandmalereien im Freskostil. Hier sind zwei Ausmalungsphasen zu unterscheiden: der größte Teil der Malereien, besonders diejenigen des Chors, können in die 1330er, spätestens die 1340er Jahre datiert werden. Die zweite Ausmalungsphase datiert Anfang des 16. Jahrhunderts. Als Fresko erhalten ist die Jahreszahl 1509. Diesmals wurde insbesondere das Langhaus ausgemalt. Diese jüngeren Malereien sind schlechter erhalten als die älteren. Die Malereien wurden um 1880 durch einen Handwerker entdeckt; Stadtpfarrer Wilhelm Hummel ließ sie 1881 freilegen und durch den Historienmaler Leopold Weinmayer aus München durch eine Übermalung ergänzen. In den 1970er Jahren wurde eine zweite Restaurierung vorgenommen. Eine genaue Beschreibung der Malereien findet sich bei Markus Hösch (2004).
Das Gebäude steht unter Denkmalschutz und wurde in die Liste der Schelklinger Baudenkmale eingetragen.